# Saint-Jean-de-la-Neuville

Saint-Jean-de-la-Neuville este o comună în departamentul Seine-Maritime, Franța. În 1 ianuarie 2022 avea o populație de 664 de locuitori.